# Tomasz Maruszewski (pisarz)
Tomasz Maruszewski (ur. 29 kwietnia 1985 w Tarnowskich Górach) – polski pisarz, prawnik i muzyk.

## Życiorys
Pochodzi z Tarnowskich Gór. Ukończył studia na Wydziale Prawa i Administracji UW. Jest radcą prawnym przy Okręgowej Izbie Radców Prawnych w Warszawie. Od 2019 mieszka w Nowym Sączu. Jest żonaty, ma dwójkę dzieci. 
Z zamiłowania jest muzykiem, członkiem zespołu Stop Mi! (z którym wydał w 2010 album Metamatyka) oraz zespołu elektroniczno-ambientowego Catster.

## Twórczość
W marcu 2019 ukazała się jego debiutancka powieść pt. Do końca świata, należąca do kategorii współczesnej literatury pięknej, wydana przez Prószyński i S-ka. Książka spotkała się z ciepłym przyjęciem ze strony recenzentów. Zdaniem krytyka literackiego Jarosława Czechowicza, „Do końca świata” to mądry i subtelny obraz miłości, utraty, rozczarowań i sugestii, że miłość może być, jak twierdzi jeden z bohaterów książki, pochodną samotności. (...) "Do końca świata" to ciekawy debiut opowiadający o próbach wydobycia się z egocentrycznego poczucia krzywdy i dostrzeżeniu prawdziwego oblicza miłości.
W styczniu 2022 nakładem wydawnictwa SQN Originals ukazał się zbiór opowiadań pt. Szepty - cały dochód ze sprzedaży tej pozycji został przeznaczony na Wielką Orkiestrę Świątecznej Pomocy. W publikacji tej znalazło się opowiadanie autorstwa Tomasza Maruszewskiego, zatytułowane Kłamstwo.
10 sierpnia 2022 nakładem Wydawnictwa Sine Qua Non ukazała się druga powieść w dorobku pisarza, zatytułowana Wrzaski, opisywana przez wydawcę jako wstrząsająca opowieść o wykluczeniu i wstydzie. Pozycja została określona przez pisarkę Joannę Bator jako brawurowa, bizarna i wzruszająca opowieść o miłości i wykluczeniu, a według krytyka filmowego i publicysty Tomasza Raczka to historia, w której przyziemność jest jak kamień, a miłość jak poezja, jak sen.

## Publikacje
- 2019 - Do końca świata, Warszawa, Prószyński i S-ka
- 2022 - Wrzaski, Kraków, SQN Originals